# Kasa Spółdzielcza Stowarzyszenia Robotników Chrześcijańskich „Pomoc” w Radomiu
Kasa Spółdzielcza Stowarzyszenia Robotników Chrześcijańskich „Pomoc” w Radomiu − spółdzielnia oszczędnościowo-kredytowa, działająca w Radomiu w latach 1925–1945. Akta Spółdzielni znajdują się w Archiwum Państwowym w Kielcach (sygn. 21/1377/0/3).